# Superkubak Belarusi 2016
La Superkubak Belarusi 2016 è stata la 7ª edizione di tale competizione. Si è disputata il 13 marzo 2016 a Minsk. La sfida ha visto contrapposte il BATE, vincitore della Vyšėjšaja Liha 2015 e della Kubak Belarusi 2015-2016, e il Šachcër Salihorsk, finalista di coppa.
Per la sesta volta nella propria storia, il BATE si è aggiudicato il trofeo.

## Tabellino
| Arbitro: | Vitaly Sevostyanik (Hrodna) |

|                     |           |                         |
| Paljakoŭ 81’ (aut.) | Marcatori | 25’ Ivanić 59’ Radyënaŭ |